# 崇安寺街道
崇安寺街道是中华人民共和国江苏省无锡市梁溪区所辖的街道办事处。因境内以庙会集市著称的古刹崇安寺（已毁）而得名。
崇安寺街道位于无锡的市中心，即解放环路以内的旧城，东北侧为本区的通江街道，西北侧为北塘区北大街街道，南侧为南长区南禅寺街道。面积2.21平方千米。常住人口5.5万，户籍人口5.42万。
崇安寺街道成立于1955年成立，1958年-1961一度改为崇安寺人民公社，1967—1978年，又曾改为防修街道革命委员会。1992年复兴路街道并入。2004年，又将学前街、人民路街道并入。在此之前的2000年，崇安寺街道人口为10938人，人民路街道 26396人，学前街街道19062人。

## 行政区划
崇安寺街道下辖以下地区：
胜利门社区、连元街社区、崇安寺社区、新街巷社区、后西溪社区、汤巷社区、崇宁路社区、东河花园社区、南市桥巷社区和百岁坊巷社区。